# Libnotes (Libnotes) recta
Libnotes (Libnotes) recta is een tweevleugelige uit de familie steltmuggen (Limoniidae). De soort komt voor in het Oriëntaals gebied.